# Bundesstraße 170
De Bundesstraße 170 (ook wel B170) is een bundesstraße in de Duitse deelstaat Saksen.
De B170 begint bij Dresden en loopt verder langs de steden Bannewitz, Dippoldiswalde, Altenberg en verder naar Zinnwald bij de Tsjechische grens. De B170 is ongeveer 53 kilometer lang.

## Routebeschrijving
De B17 begint in de afrit Dresden-Hellerau, een onvolledig knooppunt, met de A4. De weg loopt in zuidwestelijke richting door Dresden en kruist de B6 en de rivier de Elbe. De weg loopt in zuidwestelijke richting de stad uit en kruist bij afrit Dresden-Südvorstadt de A17. De weg loopt verder door Bannewitz, Rabenau-Karsdorf, kruist viermaal het riviertje de Rote Weißeritz, en kent er de aansluiting van de weg B171, komt door Schmiedeberg, Altenberg en met een rondweg langs Zinnwald, waarna de B170 eindigt op de Tsjechische grens bij Zinnwald, waar ze overgaat in de I8 naar Teplice.
B1 · B2 · B4 · B6 · B6n · B7 · B19 · B27 · B62 · B71 · B71n · B79 · B80 · B81 · B84 · B85 · B86 · B87 · B88 · B89 · B90 · B91 · B92 · B93 · B94 · B95 · B96 · B97 · B98 · B99 · B100 · B101 · B107 · B115 · B156 · B169 · B170 · B171 · B172 · B172a · B172b · B173 · B174 · B175 · B176 · B178 · B180 · B181 · B182 · B183 · B183a · B184 · B185 · B186 · B187 · B187a · B188 · B189 · B190 · B190n · B242 · B243 · B244 · B245 · B245a · B246 · B246a · B247 · B248 · B248a · B249 · B250 · B278 · B280 · B281 · B282 · B283 · B285